# Pizza Self
Pizza Self（ピザ セルフ）は、広島県広島市佐伯区藤の木1-28に本社を置く自動販売機の開発・製造・販売を行う会社、株式会社イーライン（称号：Pizza Self Japan<ピザ セルフ ジャパン>）が運営している、ピザの自動販売機である。

## 運営会社
Pizza Self Japan（ピザセルフジャパン）は、広島市中区の物流会社であるイーラインの社長、谷口佳陽が、「夜でも食べられる焼きたてピザがあれば」と立ち上げた企業である。
2018年7月28日、アジア初のピザ自動販売機「Pizza Self」の第1号機をTSUTAYA楠木店（広島市西区）に設置した。2019年7月12日、袋町公園（広島市中区袋町）前へ移設。

## 自動販売機の仕組み
イタリア・ベネチアのピザ職人が1枚ずつ手作りした生地を、180度から260度の熱で約5分かけて焼き上げる仕組み（自動調理）で、味は「マルゲリータ」(980円)と「4種チーズ」(1280円)の2種類がある。